# ラントフルフト

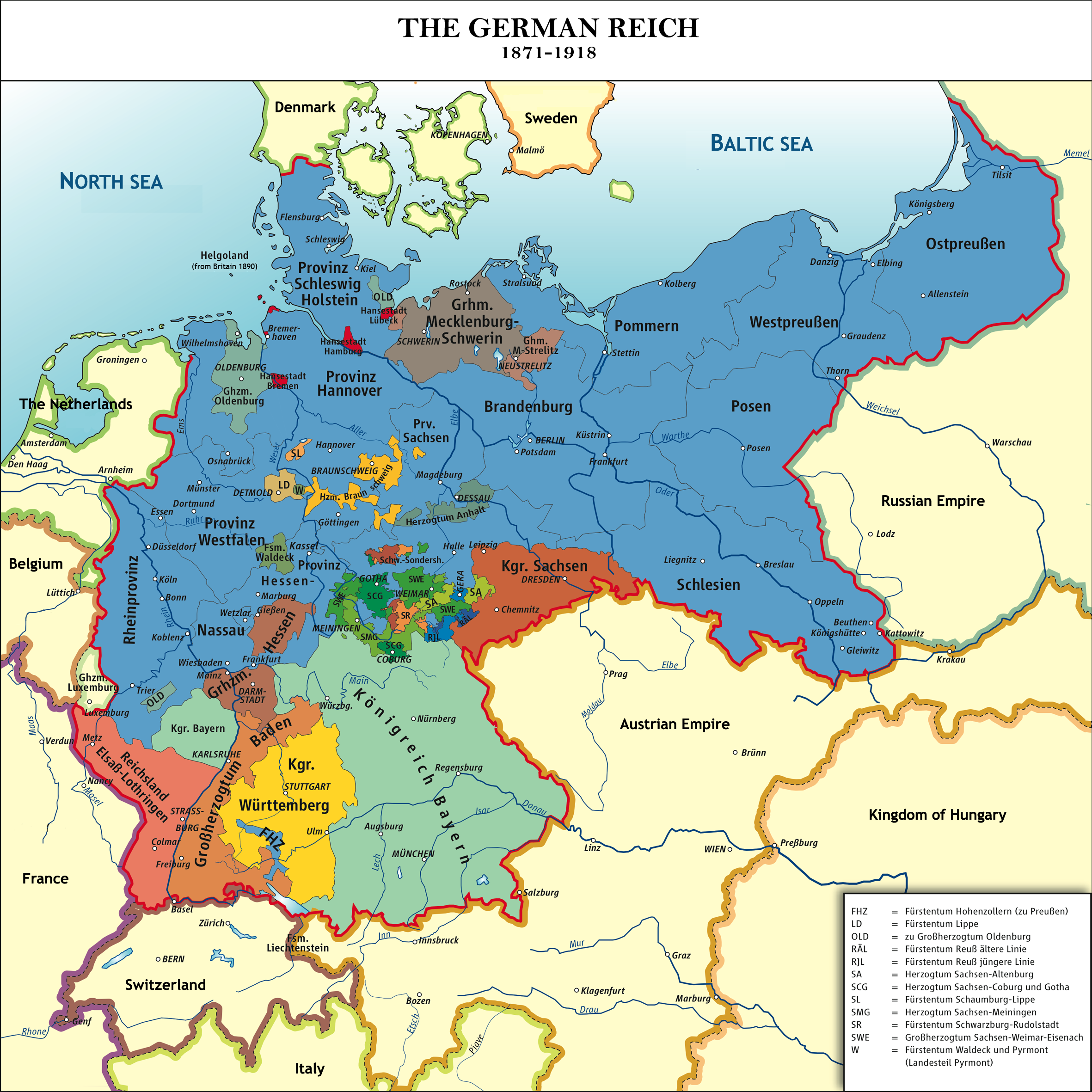
ラントフルフトが起きた時代のドイツ帝国構成国。水色がプロイセン王国

ラントフルフト（ドイツ語: Landflucht ドイツ語: [ˈlantˌflʊxt]、「土地からの逃避」の意）は19世紀後半のドイツ帝国で起きた、農民の都市への流出による過疎化現象。

## 語義
ラントフルフトという言葉は、言外に、農村地域での労働者の減少を嘆く農業経営者（多くの場合、ドイツ人貴族）の嘆きが含意された、否定的な用語である。

## 人口移動
1800年の時点では、「ドイツ人」とされた人の約25%が都市に住み、約75%が農村に住んでいた。1850年代初頭、工業化や都市化の遅れた東方から、より発展していた西方へ人口が流動するオストフルフト（「東からの逃避」の意）が起きた。1870年代、地方都市の産業化が進展すると、その地方内でのラントフルフトの萌芽が見え始めた。この時点でもまだ64%のドイツ人が農村地域に住んでいたが、その割合は1907年の時点で33%にまで減少した。
プロイセン王国領の東プロイセン、西プロイセン、ポーゼン、シュレージエン、ポンメルンでは、1900年までに160万人が農村地域から都市へ移動した。この元農民たちは、急速な成長を見せていた都市工場労働者層に吸収された。1800年のドイツでは工場労働者は10万人に満たなかったが、次の世紀の間に800万人にまで増加した。この大規模な人口移動の原因の一つとして、都市民と比較した相対的な農村地域の収入減少が挙げられる。

## 影響
この人口移動は、ドイツ農村社会と農業の構造に大きな変容をもたらした。機械化された農業システムと、移民労働者（特に東方のポーランドからの移民「ザクセンゲンガー」）がより一般的なものになった。この傾向は、特にポーランド分割でプロイセン領となったポーゼン州で顕著だった。こうして増加したドイツ東部のポーランド人の存在は、第一次世界大戦後のポーランド回廊創設や、第二次世界大戦後のポーランドのオーデル・ナイセ線以東併合の正当化に使われた。また農村地域の産業が、従来の肉体労働を基本とするものから、猟場管理のような比較的肉体労働の少ない産業へ転換する現象も一部で起きた。